# 東海道の一里塚一覧
東海道の一里塚一覧（とうかいどうのいちりづかいちらん）は、東海道および東海道の脇街道である本坂道（姫街道)、美濃路に設置された一里塚を一覧形式でまとめたものである。

## 東海道の一里塚
江戸からの里程 塚の通称 位置 備考

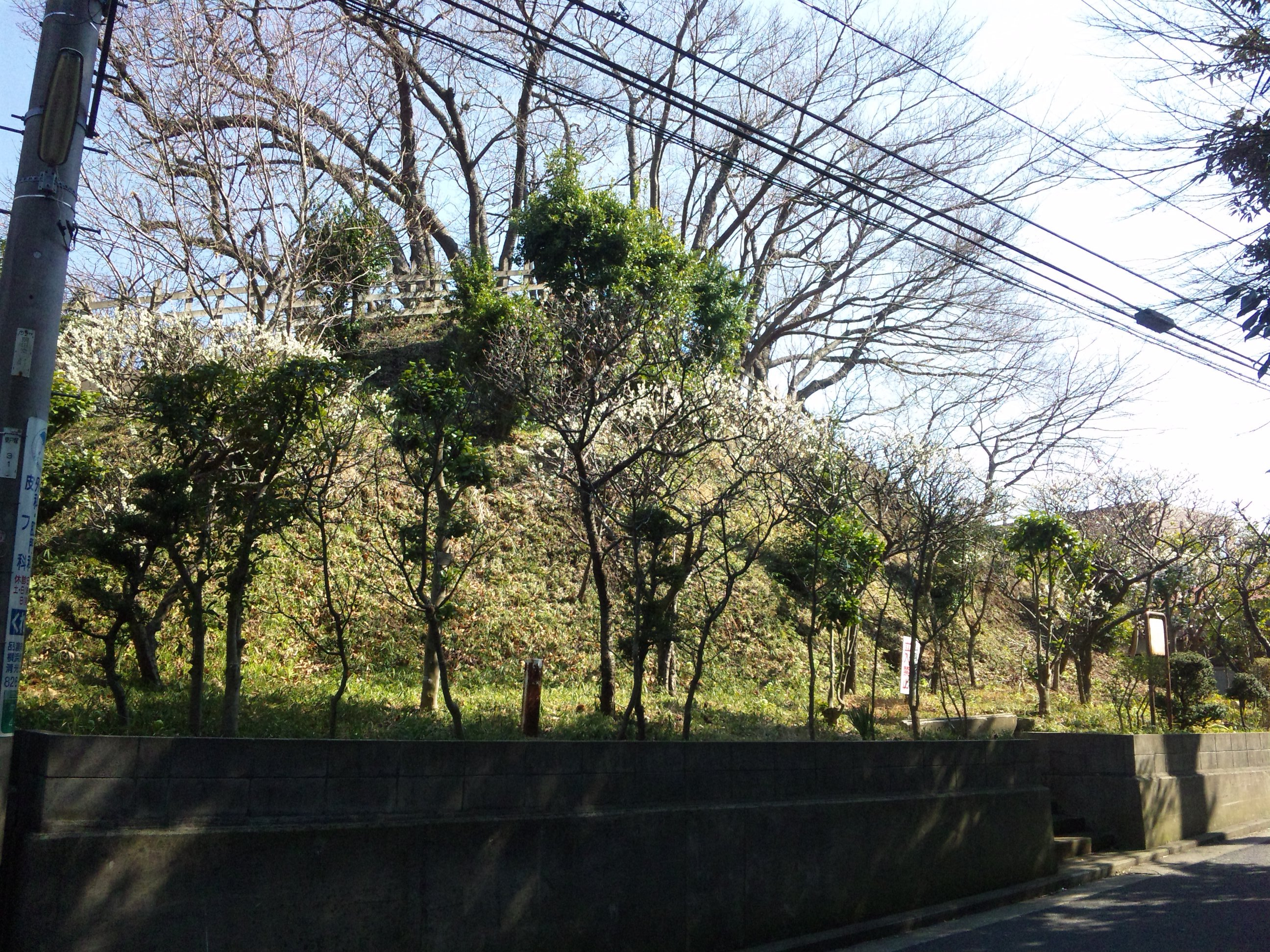
品濃一里塚

- 1里 - 芝、金杉橋（東京都港区芝大門二丁目付近） - 江戸中期にはすでになく、当初からなかった可能性も高い。
- 2里 - 品川、八ツ山 （東京都品川区北品川一丁目付近） - 江戸中期にはすでになかった。
- 3里 - 大森 （東京都大田区大森東一丁目付近）
- 4里 - 六郷 （東京都大田区東六郷三丁目12付近）
- 5里 - 市場 （神奈川県横浜市鶴見区市場西中町4） - 横浜市指定史跡。
- 6里 - 東子安 （神奈川県横浜市神奈川区子安通三丁目）
- 7里 - 神奈川 （神奈川県横浜市神奈川区台町）
- 8里 - 保土ヶ谷 （神奈川県横浜市保土ケ谷区保土ヶ谷二丁目）
- 9里 - 品濃 （神奈川県横浜市戸塚区平戸四丁目16、品濃町） - 神奈川県指定史跡。
- 10里 - 戸塚、吉田 （神奈川県横浜市戸塚区吉田町）
- 11里 - 原宿 （神奈川県横浜市戸塚区原宿二丁目31）
- 12里 - 藤沢、遊行寺坂 （神奈川県藤沢市西富一丁目）
- 13里 - 辻堂、四ツ谷 （神奈川県藤沢市城南一丁目）

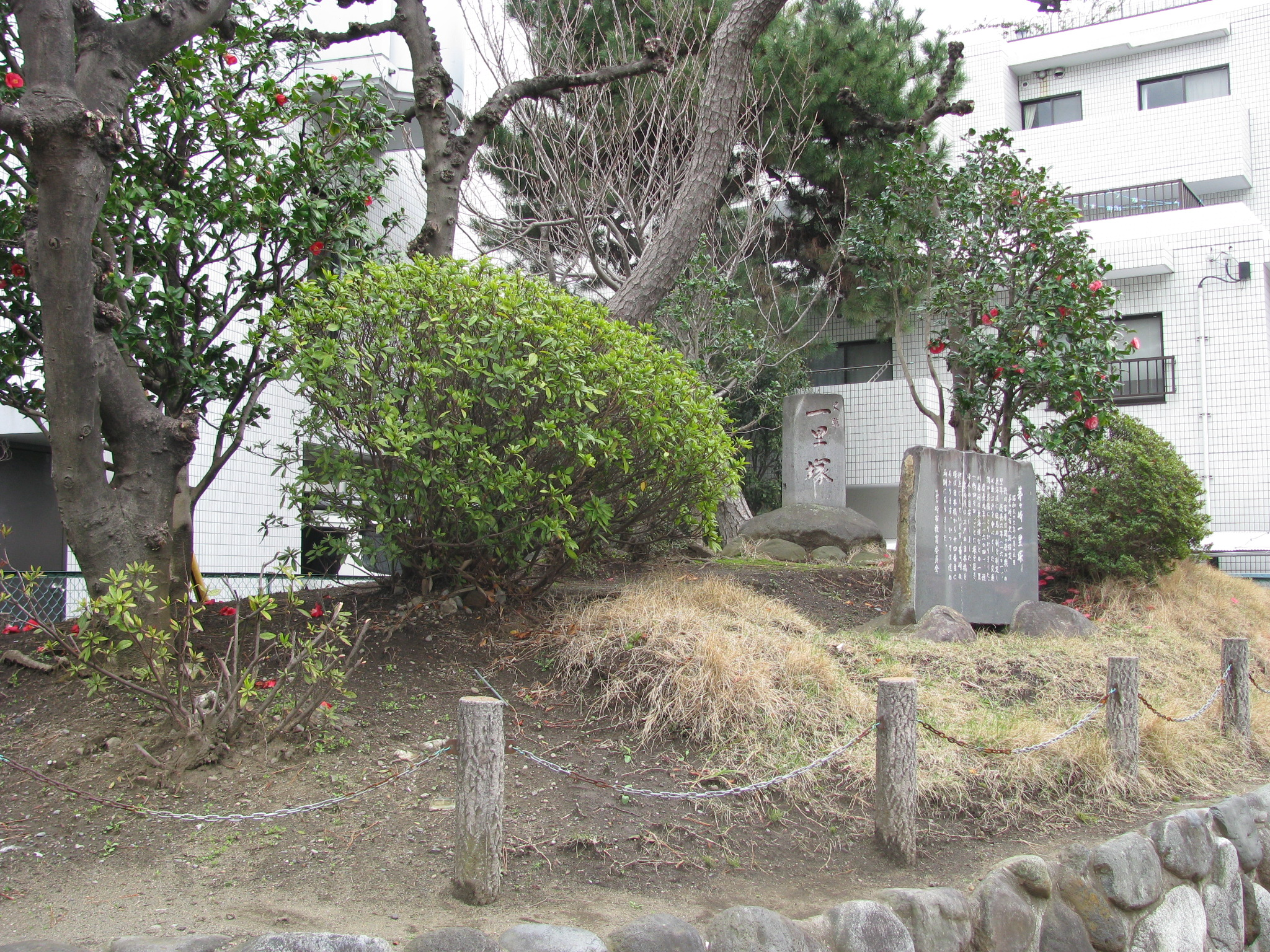
茅ヶ崎一里塚

- 14里 - 茅ヶ崎 （神奈川県茅ヶ崎市元町6） - 茅ヶ崎市指定史跡。
- 15里 - 馬入 （神奈川県平塚市馬入本町付近）
- 16里 - 大磯、化粧坂 （神奈川県中郡大磯町大磯）
- 17里 - 国府本郷 （神奈川県中郡大磯町国府本郷）
- 18里 - 押切坂 （神奈川県中郡二宮町山西）
- 19里 - 小八幡 （神奈川県小田原市小八幡三丁目）
- 20里 - 小田原、山王原 （神奈川県小田原市浜町四丁目）
- 21里 - 風祭 （神奈川県小田原市風祭）
- 22里 - 湯本茶屋 （神奈川県足柄下郡箱根町湯本茶屋）
- 23里 - 畑宿 （神奈川県足柄下郡箱根町畑宿） - 国の史跡（箱根旧街道）。
- 24里 - 葭原久保 （神奈川県足柄下郡箱根町元箱根）
- 25里 - なし
- 26里 - 山中新田、接待茶屋 （静岡県田方郡函南町桑原） - 国の史跡（箱根旧街道）。
- 27里 - 笹原 （静岡県三島市笹原新田）
- 28里 - 錦田 （静岡県三島市三恵台40、谷田） - 国の史跡（箱根旧街道）。
- 29里 - 伏見 （静岡県駿東郡清水町伏見） - 清水町指定史跡。
- 30里 - 沼津、日枝 （静岡県沼津市平町19）
- 31里 - 大諏訪、松永 （静岡県沼津市大諏訪）
- 32里 - 原、一本松 （静岡県沼津市原）
- 33里 - 沼田新田 （静岡県富士市沼田新田）
- 34里 - 依田橋 （静岡県富士市依田橋町付近）
- 35里 - 本市場 （静岡県富士市本市場）
- 36里 - なし
- 37里 - 岩淵 （静岡県富士市岩淵） - 静岡県指定史跡。
- 38里 - 蒲原 （静岡県静岡市清水区蒲原一丁目）
- 39里 - 由比 （静岡県静岡市清水区由比）
- 40里 - 西倉沢 （静岡県静岡市清水区由比西倉澤）
- 41里 - 興津 （静岡県静岡市清水区興津中町）
- 42里 - 江尻、辻 （静岡県静岡市清水区辻二丁目）

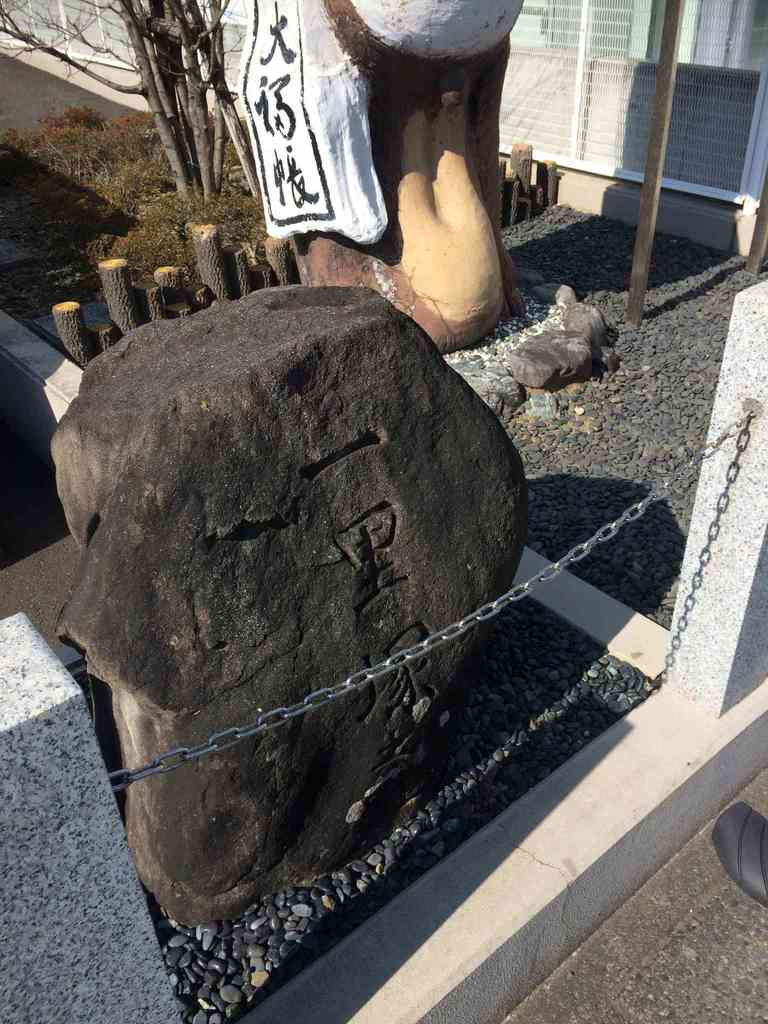
草薙一里塚跡

- 43里 - 草薙 （静岡県静岡市清水区草薙一里山4）
- 44里 - 長沼 （静岡県静岡市葵区長沼）
- 45里 - 府中 （静岡県静岡市葵区本通八丁目） - 新通りに付け替えられる以前の東海道である本通り沿いにある。
- 46里 - 丸子 （静岡県静岡市駿河区丸子六丁目）
- 47里 - 宇津ノ谷 （静岡県静岡市駿河区宇津ノ谷付近）
- 48里 - 岡部 （静岡県藤枝市岡部町岡部付近）
- 49里 - 鬼島 （静岡県藤枝市鬼島）
- 50里 - 志太 （静岡県藤枝市志太三丁目）
- 51里 - 上青島 （静岡県藤枝市上青島）
- 52里 - 島田 （静岡県島田市本通七丁目）
- 53里 - 金谷 （静岡県島田市金谷新町）
- 54里 - なし
- 55里 - なし
- 56里 - 佐夜鹿 （静岡県掛川市佐夜鹿）
- 57里 - 伊達方 （静岡県掛川市伊達方）
- 58里 - 葛川 （静岡県掛川市葛川）
- 59里 - 大池 （静岡県掛川市大池）
- 60里 - 久津部 （静岡県袋井市広岡）
- 61里 - 木原 （静岡県袋井市木原）
- 62里 - 阿多古山 （静岡県磐田市見付） - 磐田市指定史跡。
- 63里 - 宮之一色 （静岡県磐田市宮之一色）
- 64里 - 安間 （静岡県浜松市中央区安間町）
- 65里 - 馬込、向宿 （静岡県浜松市中央区相生町）
- 66里 - 若林 （静岡県浜松市中央区東若林町）
- 67里 - 篠原 （静岡県浜松市中央区篠原町）

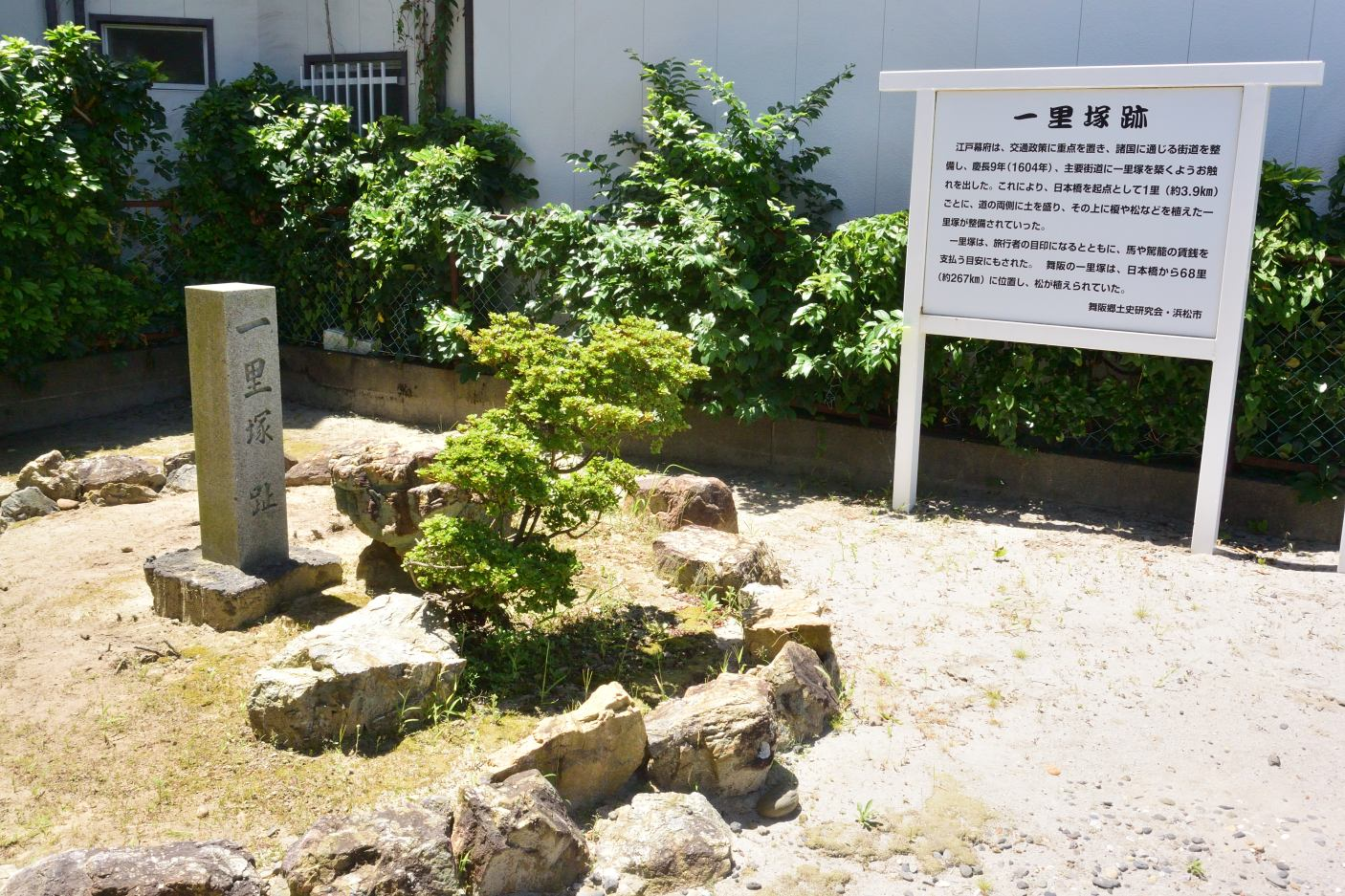
舞坂宿一里塚跡

- 68里 - 舞坂 （静岡県浜松市中央区舞阪町舞阪2664） - 浜松市指定史跡。
- 69里 - 新居 （静岡県湖西市新居町新居）
- 70里 - 白須賀、元町 （静岡県湖西市白須賀）
- 71里 - 細谷、豊橋一里山 （愛知県豊橋市東細谷町字一里山30-1） - 豊橋市指定史跡。
- 72里 - 二川 （愛知県豊橋市二川町字東町）
- 73里 - 飯村 （愛知県豊橋市三ノ輪町）
- 74里 - 下地 （愛知県豊橋市下地町四丁目）
- 75里 - 伊ノ奈 （愛知県豊川市伊奈町）
- 76里 - 御油 （愛知県豊川市国府町）
- 77里 - 長沢 （愛知県豊川市長沢町）
- 78里 - 本宿 （愛知県岡崎市本宿町）
- 79里 - 藤川 （愛知県岡崎市藤川町）

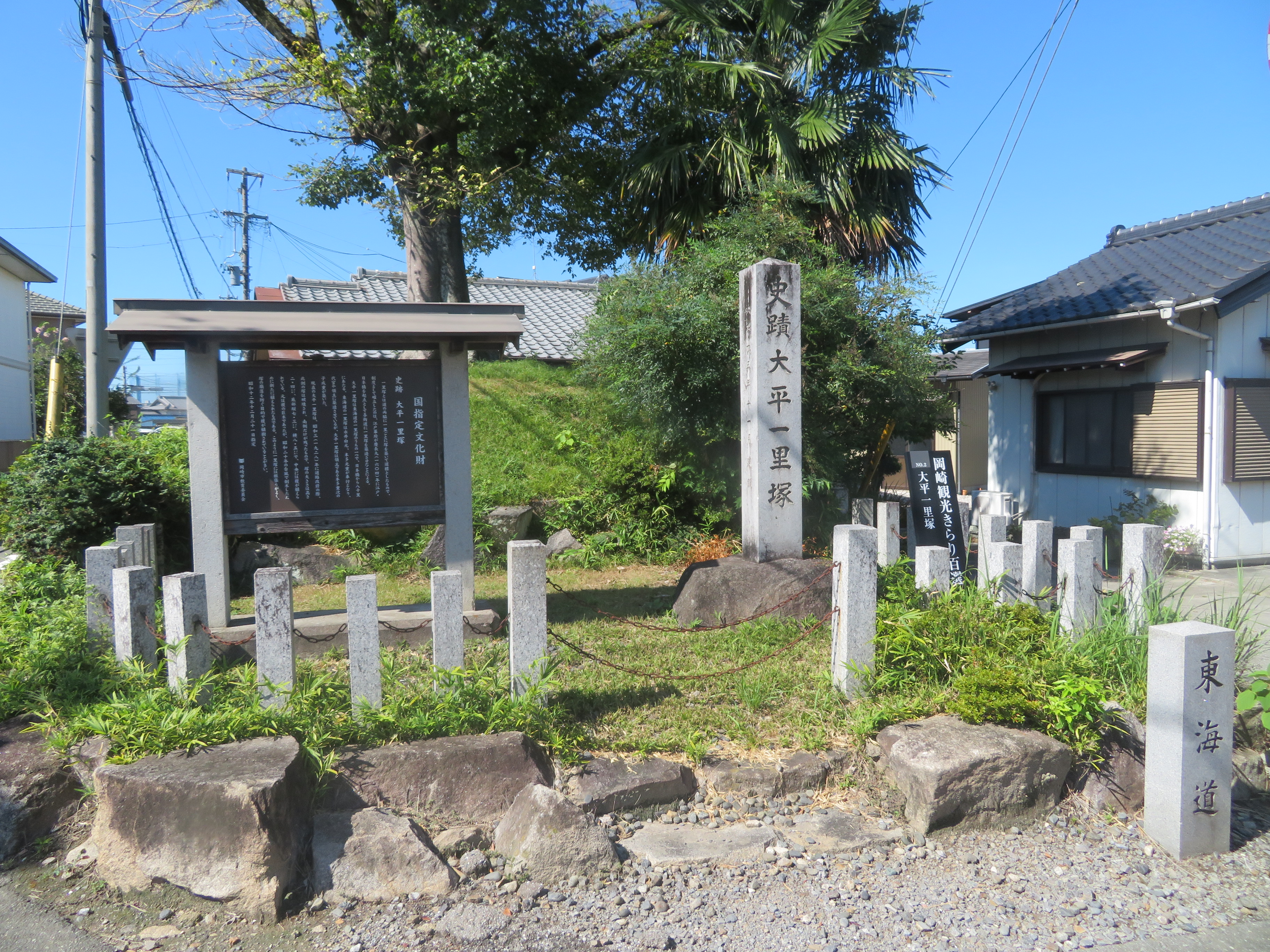
大平一里塚

- 80里 - 大平 （愛知県岡崎市大平町岡田） - 国の史跡。
- 81里 - なし（岡崎宿内?）
- 82里 - 矢作 （愛知県岡崎市矢作町付近）
- 83里 - 尾崎 （愛知県安城市尾崎町）
- 84里 - 来迎寺 （愛知県知立市来迎寺町古城24-1） - 愛知県指定史跡。
- 85里 - 一ツ木、刈谷一里山 （愛知県刈谷市一里山町深田）

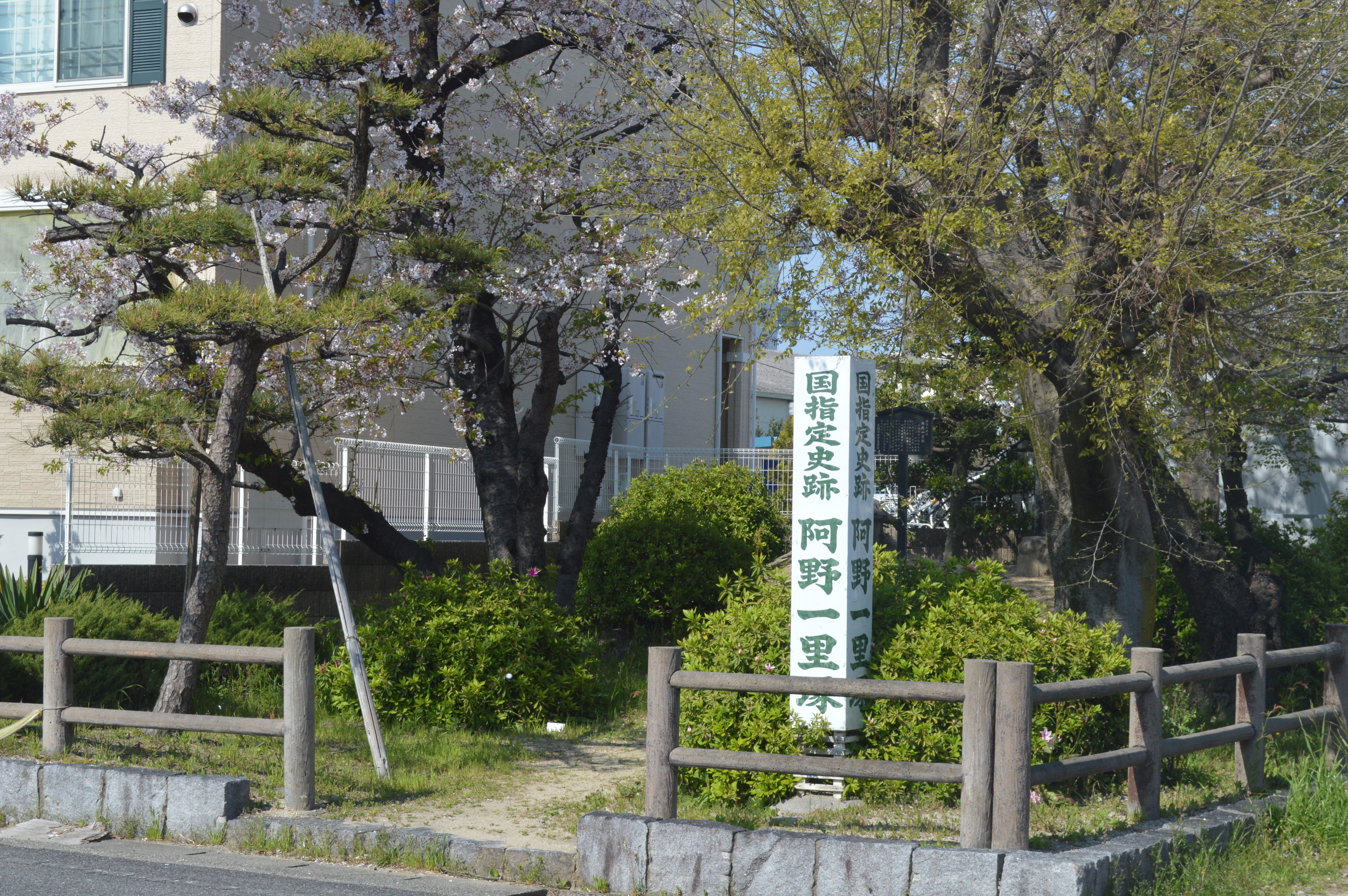
阿野一里塚

- 86里 - 阿野（愛知県豊明市阿野町池下114、阿野町長根4） - 国の史跡。両側が現存[1]。

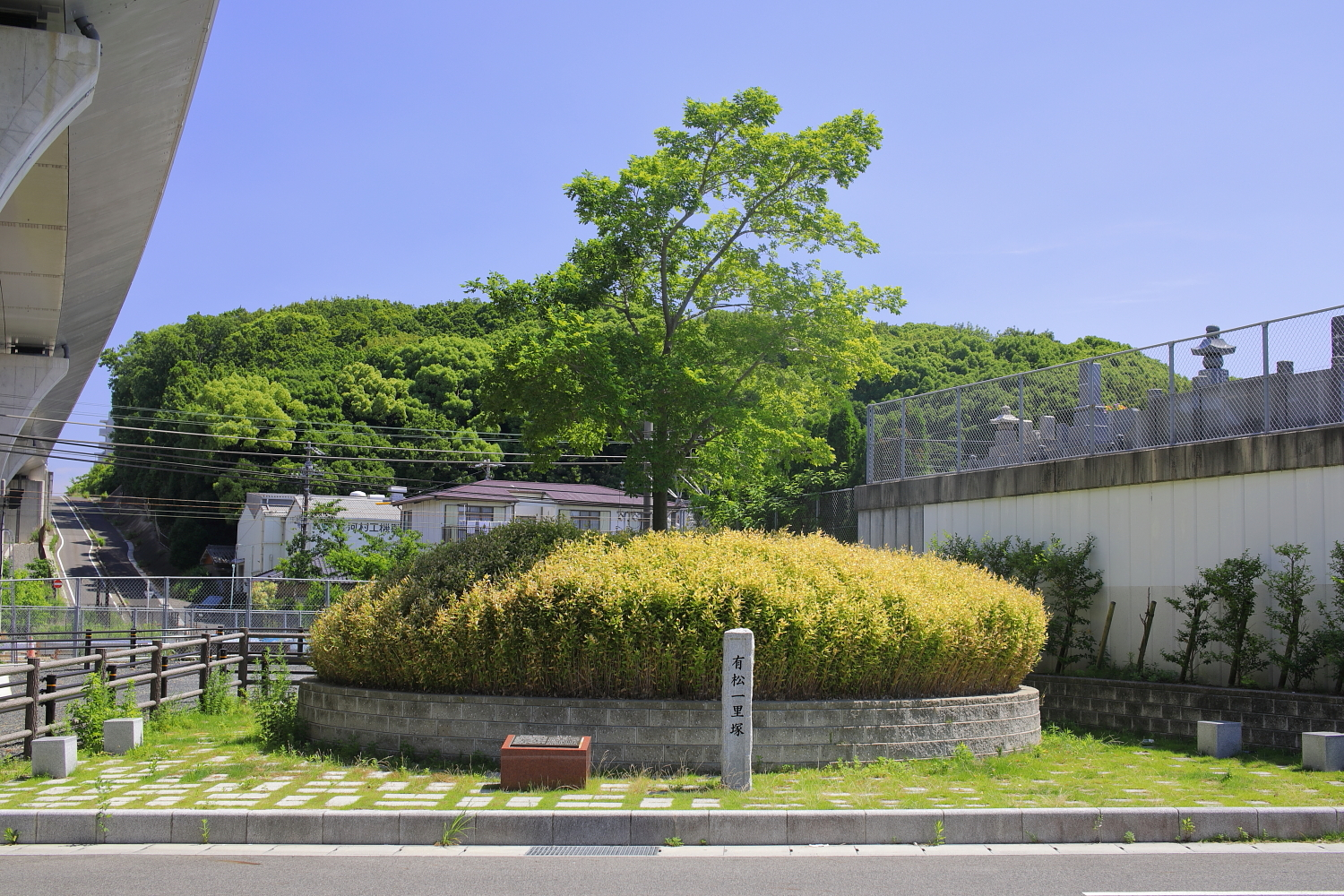
有松一里塚

- 87里 - 有松、鎌研橋 （愛知県名古屋市緑区鳴海町鎌研付近）

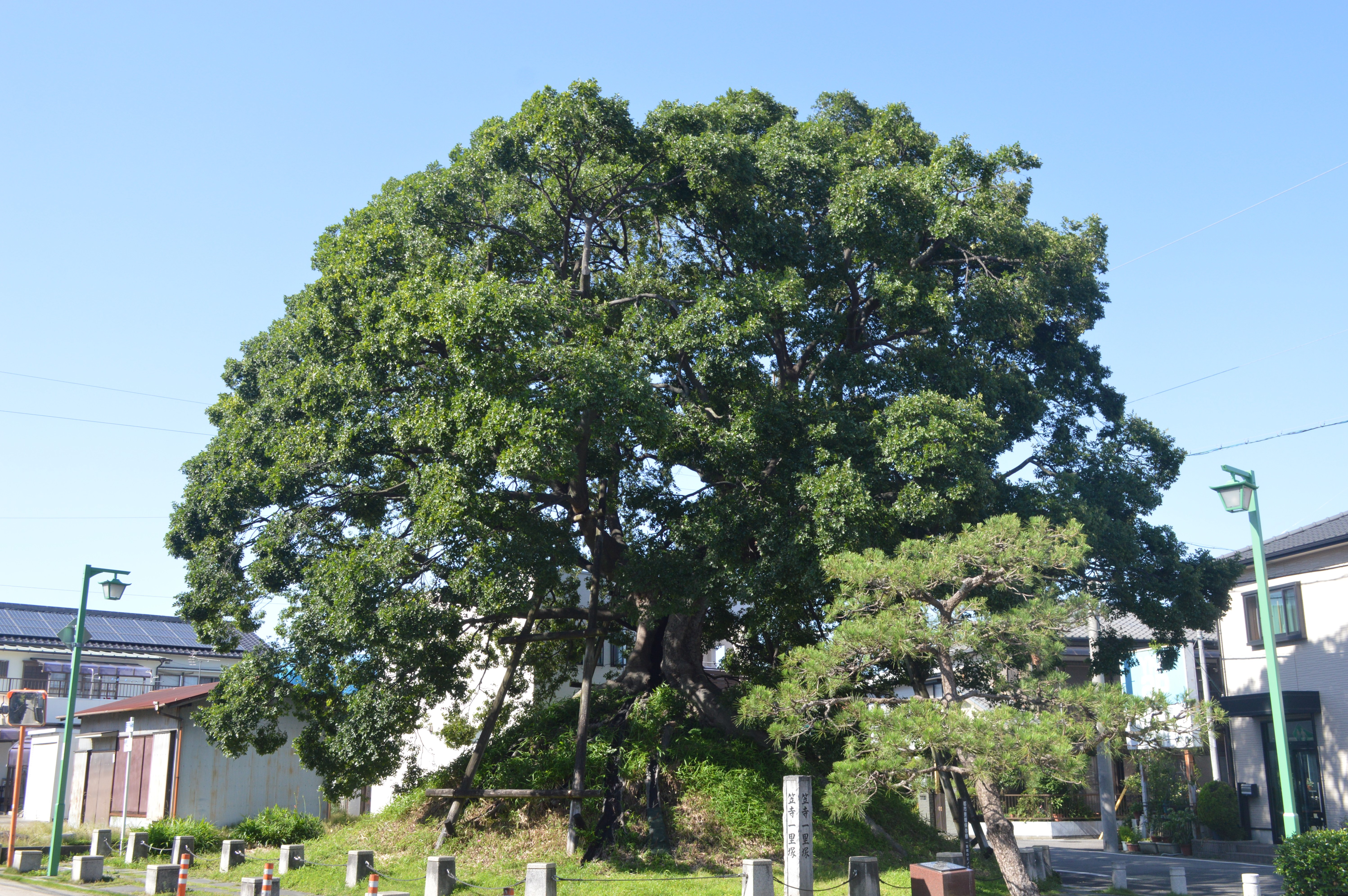
笠寺一里塚

- 88里 - 笠寺 （愛知県名古屋市南区白雲町）
- 89里 - 伝馬町 （愛知県名古屋市熱田区伝馬二丁目4付近）
- 90里 - なし（海上七里）
- 91里 - なし（海上七里）
- 92里 - なし（海上七里）
- 93里 - なし（海上七里）
- 94里 - なし（海上七里）
- 95里 - なし（海上七里）
- 96里 - なし（海上七里）
- 97里 - 縄生 （三重県三重郡朝日町縄生）
- 98里 - 富田 （三重県四日市市富田三丁目343-2） - 三重県指定史跡。
- 99里 - 三ツ谷 （三重県四日市市三ツ谷町）
- 100里 - 日永 （三重県四日市市日永五丁目3）
- 101里 - 采女 （三重県四日市市采女町）
- 102里 - 石薬師 （三重県鈴鹿市上野町）
- 103里 - 中冨田 （三重県鈴鹿市中冨田町）
- 104里 - 和田 （三重県亀山市和田町）

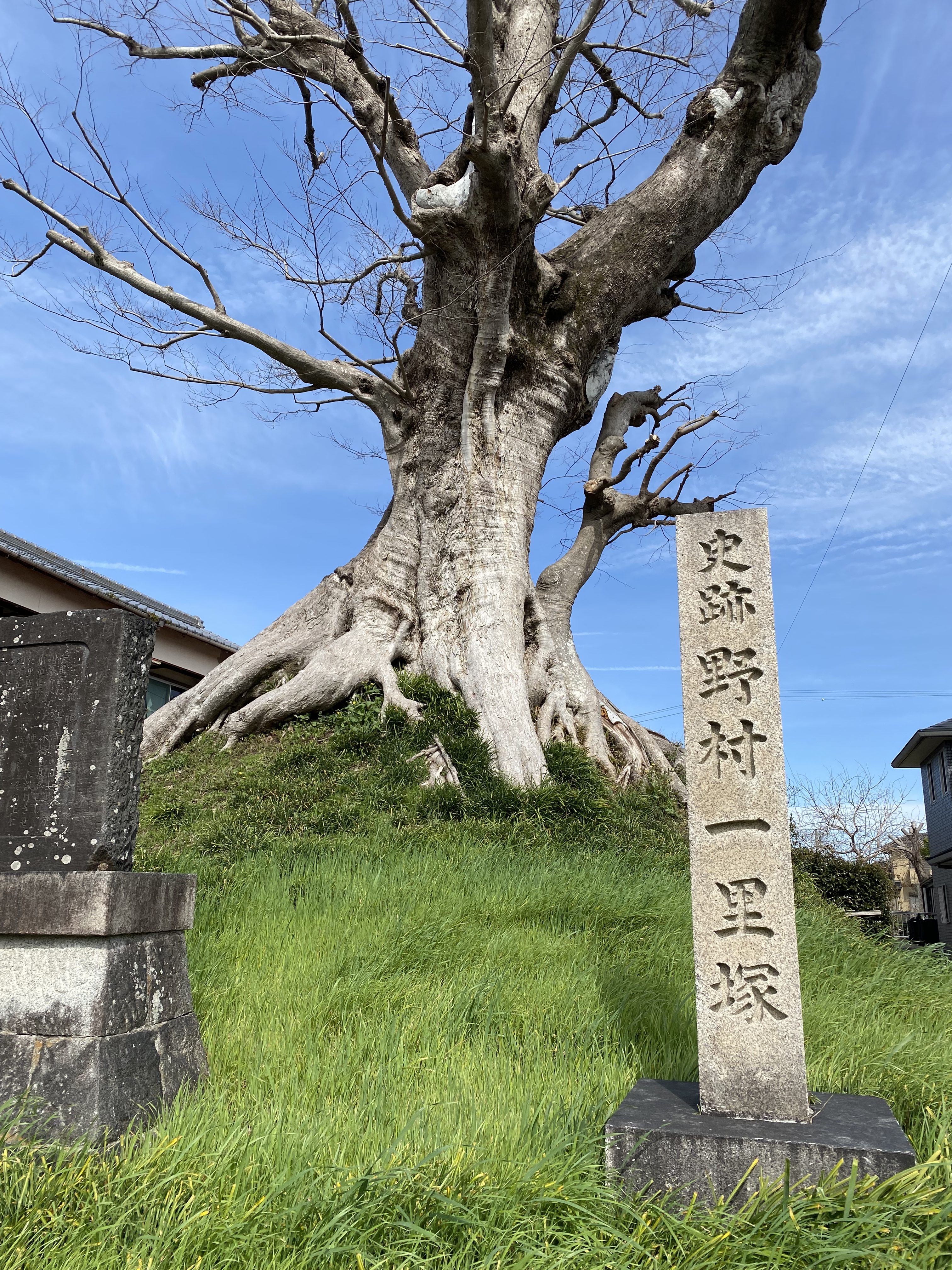
野村一里塚

- 105里 - 野村 （三重県亀山市野村三丁目27） - 国の史跡。
- 106里 - 関 （三重県亀山市関町木崎）
- 107里 - 坂下一ノ瀬 （三重県亀山市関町市瀬）
- 108里 - 元坂下、荒井谷 （三重県亀山市関町坂下）
- 109里 - 山中 （滋賀県甲賀市土山町山中）
- 110里 - 土山 （滋賀県甲賀市土山町北土山）
- 111里 - 市場 （滋賀県甲賀市土山町市場）
- 112里 - 今郷 （滋賀県甲賀市水口町今郷）
- 113里 - 林口 （滋賀県甲賀市水口町東林口2）
- 114里 - 泉 （滋賀県甲賀市水口町泉）
- 115里 - 夏見 （滋賀県湖南市夏見）
- 116里 - 石部 （滋賀県湖南市石部西一丁目11）
- 117里 - 六地蔵 （滋賀県栗東市六地蔵付近）
- 118里 - 目川 （滋賀県栗東市目川）
- 119里 - 野路 （滋賀県草津市野路町）
- 120里 - 月輪池 （滋賀県大津市一里山二丁目18）
- 121里 - 粟津 （滋賀県大津市晴嵐一丁目付近）
- 122里 - 石場 （滋賀県大津市松本一丁目付近）
- 123里 - 走井 （滋賀県大津市大谷町付近）
- 124里 - 御陵 （京都府京都市山科区御陵岡町付近）

## 本坂道（姫街道）の一里塚
江戸からの里程 塚の通称 （位置） 備考
- 65里 - 小池 （静岡県浜松市中央区小池町）
- 66里 - 追分 （静岡県浜松市中央区葵東二丁目458） - 浜松市指定史跡。
- 67里 - 東大山 （静岡県浜松市中央区大山町4169-2、中央区三方原町2275-4） - 浜松市指定史跡。
- 68里 - 老ヶ谷 （静岡県浜松市浜名区細江町気賀）
- 69里 - 山田 （静岡県浜松市浜名区細江町気賀）
- 70里 - 大谷 （静岡県浜松市浜名区三ヶ日町大谷）
- 71里 - 三ヶ日 （静岡県浜松市浜名区三ヶ日町三ヶ日）

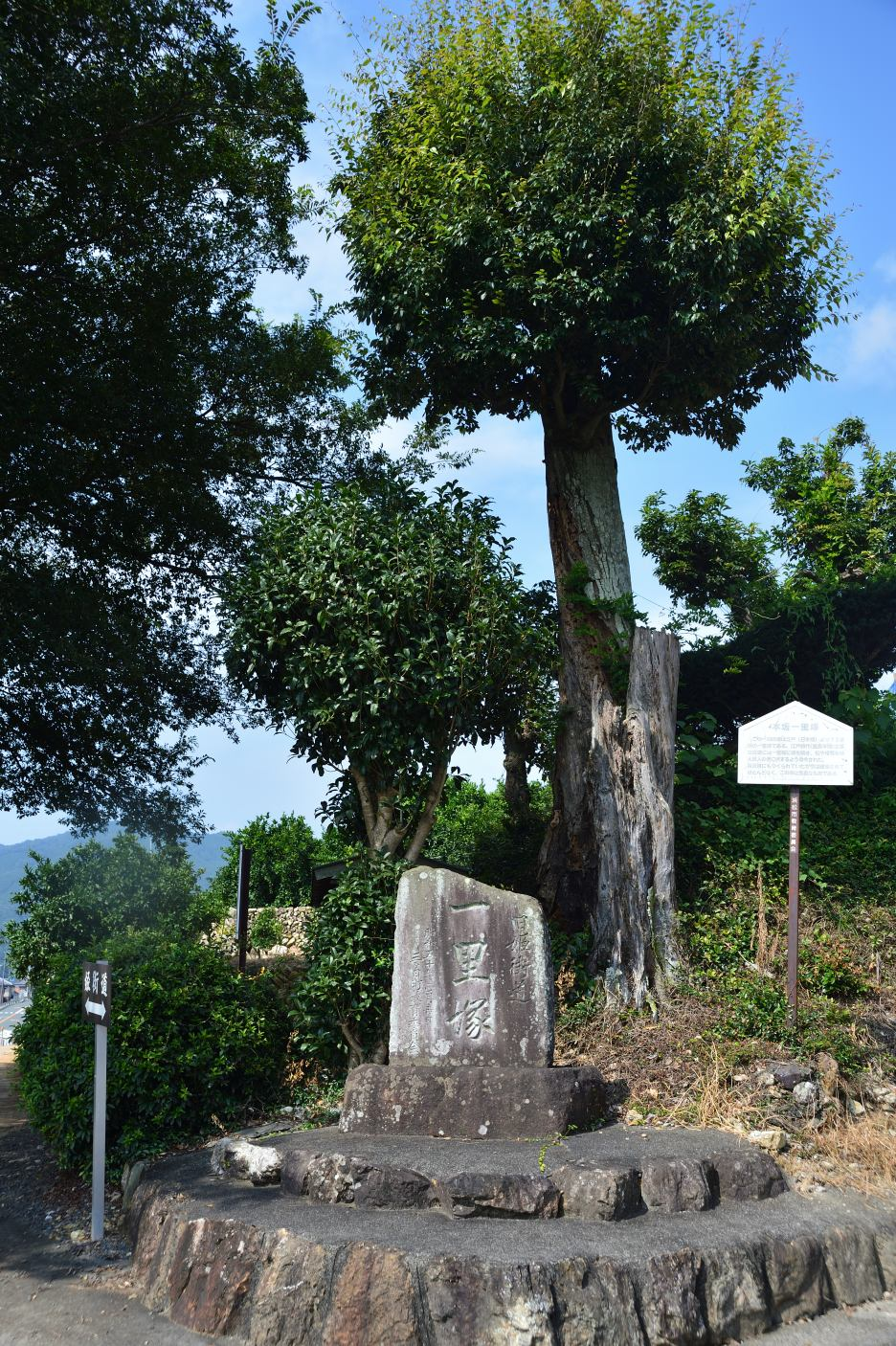
本坂一里塚

- 72里 - 本坂 （静岡県浜松市浜名区三ヶ日町本坂一里山323-6、41-2） - 浜松市指定史跡。
- 73里 - 嵩山 （愛知県豊橋市嵩山町）
- 74里 - 長楽 （愛知県豊橋市石巻本町字西野）
- 75里 - 三橋 （愛知県豊川市三谷原町付近）
- 76里 - 諏訪 （愛知県豊川市諏訪西町二丁目付近）

## 美濃路の一里塚
江戸からの里程 塚の通称（位置）備考
- 90里 ‐ 古渡（愛知県名古屋市中区古渡町）
- 91里 ‐ 江川（愛知県名古屋市西区浅間）
- 92里 ‐ 須ヶ口（愛知県清須市土器野）
- 93里 ‐ 四ツ家（愛知県稲沢市六角堂東町）
- 94里 ‐ 稲葉（愛知県稲沢市小沢4）
- 95里 ‐ 高木（愛知県一宮市萩原町高木中道）

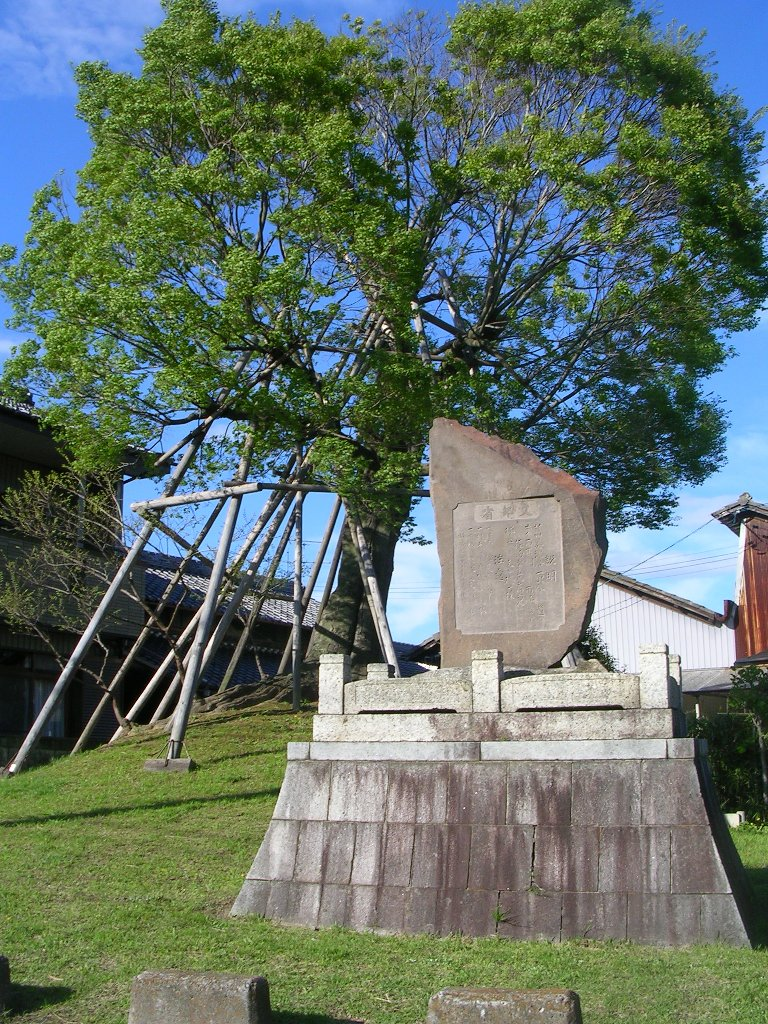
富田一里塚

- 96里 ‐ 冨田（愛知県一宮市冨田立石） - 国の史跡[2]
- 97里 ‐ 不破一色（岐阜県羽島市正木町不破一色33番地）[3] - 羽島市指定史跡。
- 98里 ‐ 東小熊（岐阜県羽島市小熊町東小熊）[3] - 羽島市指定史跡。
- 99里 ‐ 東結（岐阜県安八郡安八町東結）
- 100里 ‐ 三塚（岐阜県大垣市三塚町）
- 101里 ‐ 久徳（岐阜県大垣市久徳町）
- 102里 ‐ 綾戸（岐阜県不破郡垂井町綾戸）

【垂井追分より中山道に合流】